# Aura (commune de Finlande)
Pour les articles homonymes, voir Aura.
Aura est une commune du Sud-Ouest de la Finlande, dans la province de Finlande occidentale et la région de Finlande du Sud-Ouest.

## Géographie
Aura est traversée par la rivière d'Aura (Aurajoki). Aura signifie charrue en finnois.
La municipalité a été créée en 1917 à partir d'un redécoupage des communes de Lieto et Pöytyä.
Commune à vocation majoritairement rurale, elle connaît maintenant une croissance de sa population en raison de sa proximité avec Turku (28 km par la nationale 9 - E63).
Les communes limitrophes sont: Lieto au sud, Turku à l'ouest, Pöytyä au nord et enfin Tarvasjoki à l'est.

## Démographie
Depuis 1980, la démographie de Taivassalo a évolué comme suit,:
| Année      | 1980  | 1985  | 1990  | 1995  | 2000  | 2005  |
| ---------- | ----- | ----- | ----- | ----- | ----- | ----- |
| population | 2 470 | 2 692 | 2 960 | 3 288 | 3 338 | 3 699 |

| Année      | 2010  | 2015  | 2020  |
| ---------- | ----- | ----- | ----- |
| population | 3 911 | 3 986 | 3 941 |

## Politique et administration

### Conseil municipal
Les sièges des 19 conseillers municipaux sont répartis comme suit:
| Parti    | Parti                              | Sièges 2021–2025 |
| -------- | ---------------------------------- | ---------------- |
|          | Parti social-démocrate de Finlande | 4                |
|          | Vrais Finlandais                   | 4                |
|          | Parti de la Coalition nationale    | 5                |
|          | Parti du centre                    | 5                |
|          | Alliance de gauche                 | 1                |
| Sources: |                                    |                  |

### Subdivisions
Les villages d'Aura sont:
- Auvainen
- Hypöinen
- Ihava
- Järvenoja
- Järykselä
- Kaerla
- Karviainen
- Kinnarla
- Kuuskoski
- Käetty
- Lahto
- Laukkaniitty
- Leikola
- Leinikkala
- Leppäkoski
- Paimala
- Pitkäniitty
- Prunkkala
- Puho
- Seppälä
- Sikilä
- Simola
- Viilala

## Transports
La route 9 relie Aura à Turku et Tampere.
La route principale 41 mène à Huittinen, et la route régionale 224 à Salo.
La route régionale 222 va du centre d'Aura jusqu'à Turku.
L'aéroport de Turku est à moins de 20 kilomètres d'Aura.

### Distances
- Forssa 60 km
- Helsinki 160 km
- Huittinen 65 km
- Hämeenlinna 120 km
- Loimaa 35 km
- Salo 40 km
- Tampere 130 km
- Turku 25 km

## Personnalités
- Mikko Eloranta (1972-), joueur de hockey
- Eeva Kuuskoski (1946-), ministre
- Pekka Päivärinta (1949-), coureur de fond

## Galerie

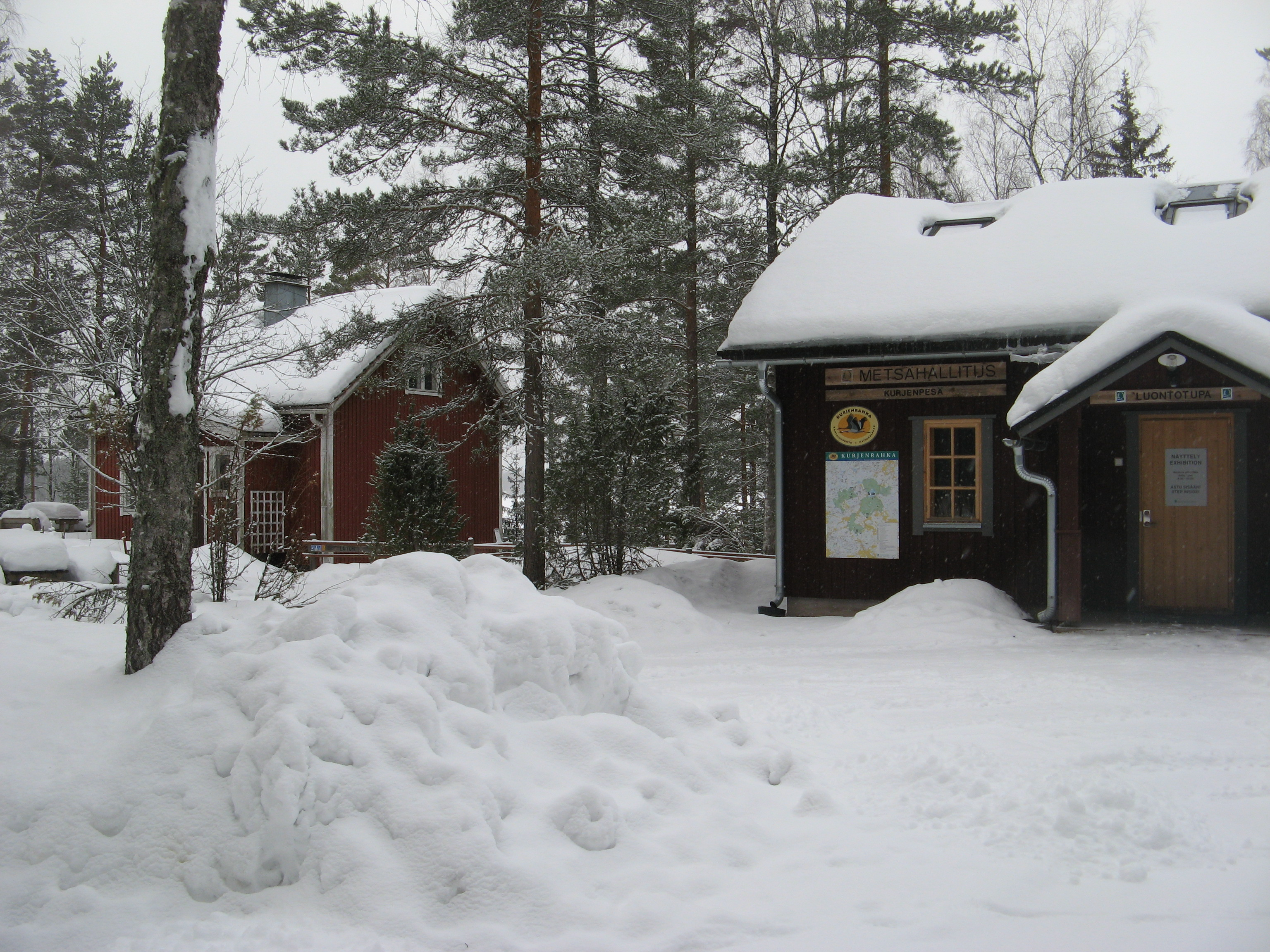
Le parc des Gruidés
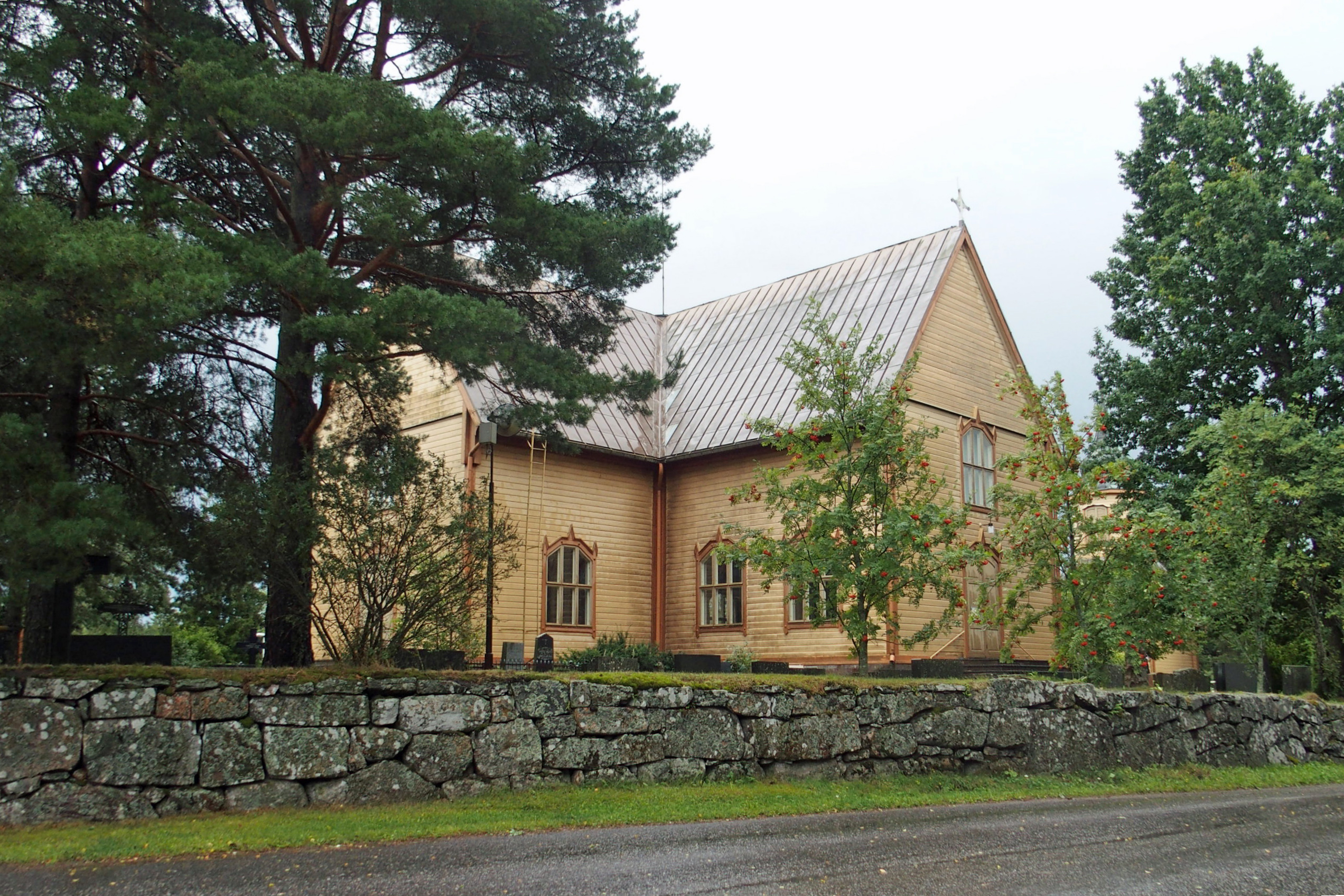
Église d'Aura.
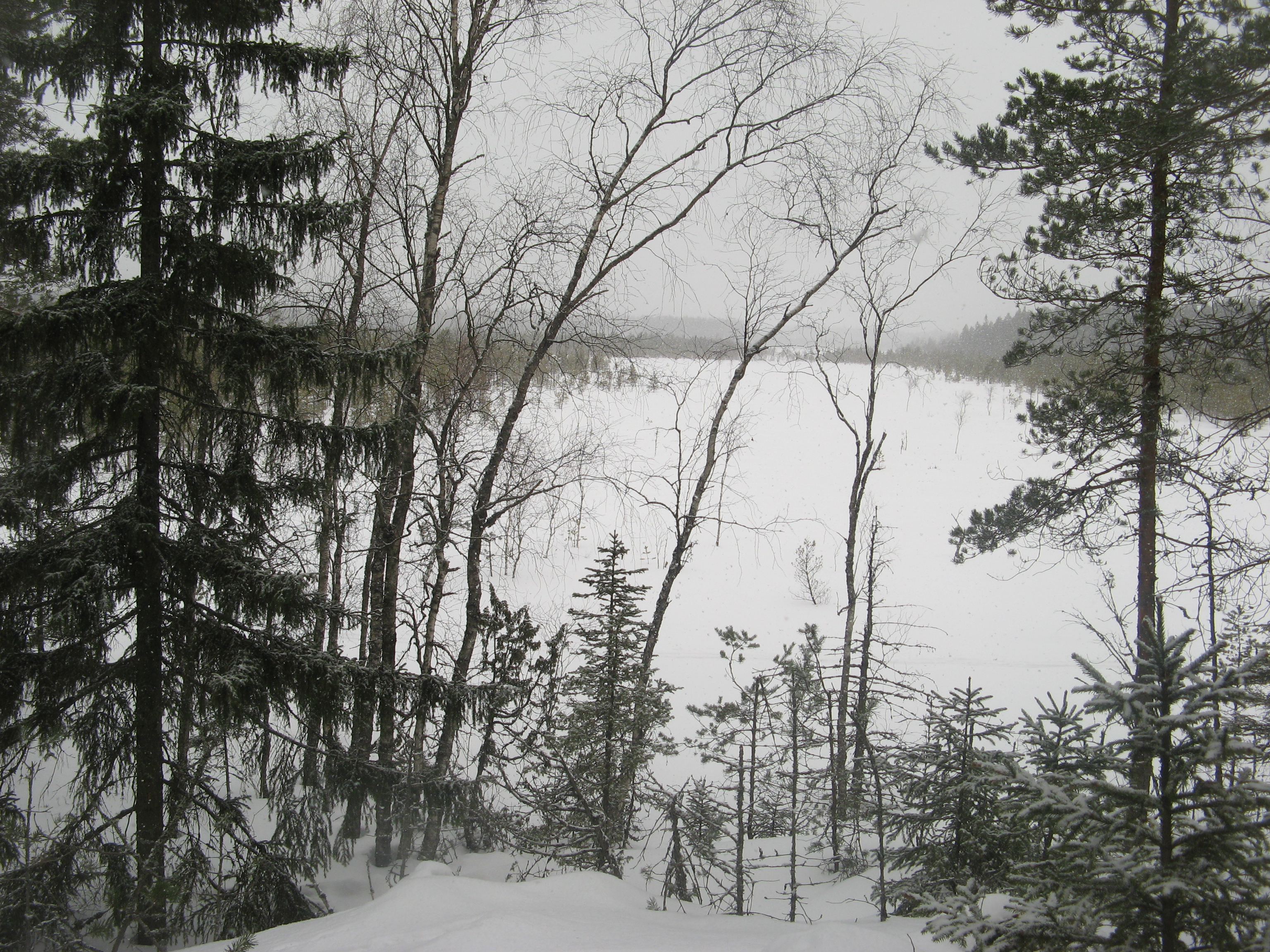
Parc national de Kurjenrahka.